# 卡爾瓦蘭拉山
11°42′00″S 76°20′19″W / 11.70000°S 76.33861°W
卡爾瓦蘭拉山（Qarwa Ranra），是秘魯的山峰，位於該國中南部利馬大區，由卡蘭波馬區和馬圖卡納區負責管轄，屬於安地斯山脈的一部分，海拔高度5,000米。